# Autorimessa

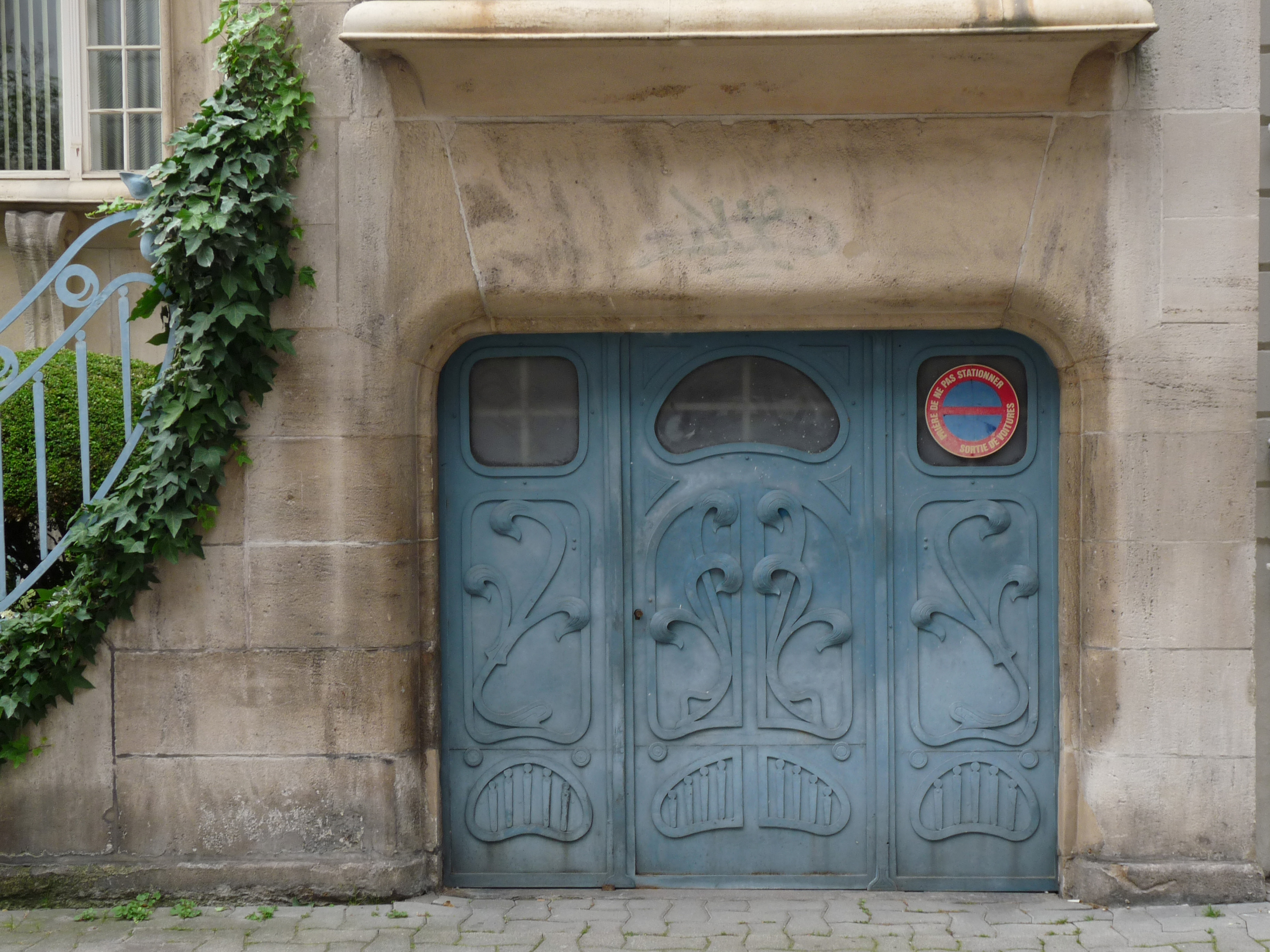
L'autorimessa decorata dell'Hôtel Brion, a Strasburgo

L'autorimessa o garage è uno spazio, privato o pubblico, destinato a ospitare uno o più autoveicoli.

## Etimologia
La parola "garage", ha origine dal francese garer, che significa "rifugio".

## Storia

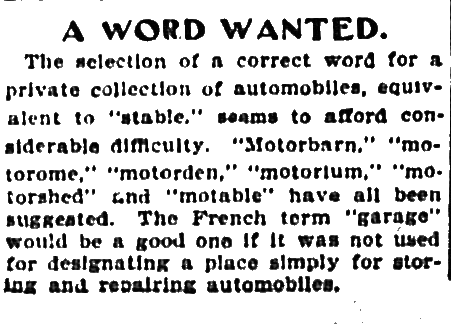
Un ritaglio di un giornale del 1901 che discute di come dovrebbe essere chiamato un luogo privato dove riporre le automobili.

I primi garage privati pianificati apparvero molto prima del 1900. Contemporaneamente apparvero i primi esempi di garage pubblici pianificati. Il primo parcheggio pubblico registrato negli Stati Uniti (l'Electric Vehicle Company Garage a Chicago) fu costruito nel 1898 nel Regno Unito (nel Christal Palace Garage a Londra) nel 1900 e in Germania (Großgarage der Automüller GmbH a Berlino nel quartiere Wilmersdorf) nel 1901.
Forse il più antico garage esistente nel Regno Unito si trova a Southport Lancashire (successivamente indipendenti l'una dall'altra). È stata la prima casa automobilistica o garage ad essere raffigurata in un diario automobilistico inglese ed era in The Autocar del 7 ottobre 1899. Era di proprietà del dottor W.W. Barratt, un medico locale e pioniere dell'automobilismo e progettata appositamente per la sua casa al 29 di Crescent Hesketh Park. Un edificio a due piani che corrispondeva allo stile della casa; il garage al piano terra con pavimento in cemento, riscaldamento, illuminazione elettrica. L'autorimessa fu poi sistemata ad uso abitativo.
Molti garage prima del 1914 erano prefabbricati, in genere da aziende come il produttore di Norwich Boulton & Paul Ltd. Lo stile era solitamente in armonia con quello della casa e del suo ambiente, tuttavia erano principalmente costruiti in legno e pochi sono sopravvissuti in epoca moderna.
E. Keynes Purchase, "architetto onorario" di quello che sarebbe diventato il Royal Automobile Club, lavorò molto sui garage e raccomandò in The Car Illustrated nel 1902, che fossero di costruzione in mattoni con pavimento di cemento, una fossa di ispezione, buona illuminazione elettrica e un sistema di pulegge per la rimozione di parti dell'auto (agli albori dell'automobilismo molti proprietari di auto erano appassionati di meccanica e ingegneria).
L'architettura dei garage è stata ignorata nelle riviste di architettura nonostante famosi architetti come Edwin Lutyens, Richard Barry Parker ed Edgar Wood progettassero garage per i loro ricchi clienti. Charles Harrison Townsend è stato uno dei pochi architetti che scrisse (in The Builder nel 1908) sull'argomento e raccomandò che le pareti fossero in mattoni smaltati per facilitare il lavaggio, che le griglie d'aria fossero basse e con scarichi semiaperti per evitare la formazione di gas.
Nel 1910 al posto del legno venivano usati lamiera ondulata e amianto e i garage diventavano sempre meno imponenti.
Intorno all'inizio del 21º secolo le aziende iniziarono a offrire "garage portatili" negli Stati Uniti. Tipicamente, questi garage sono realizzati in metallo, legno o vinile e non si collegano alla casa o ad altre strutture, proprio come il garage costruito prima del 1950.

## Caratteristiche
Le autorimesse sono spazi coperti che possono venire realizzati con pressoché ogni materiale da costruzione (calcestruzzo, legno ecc...). Solitamente le autorimesse hanno spazio per una sola automobile, ma vi sono anche garage più grandi in cui possono sostare più automobili. Possono essere dotati di un sistema di apertura e chiusura elettrico che funziona ogniqualvolta il proprietario del garage preme un tasto su un apposito telecomando. In molte abitazioni singole, rurali o in ville, all'interno del garage viene arredata anche una cucina. Possono anche essere usati come magazzino, officina, falegnameria o altri tipi di lavoro.

## Descrizione
| Tipo                                      | Descrizione | Immagine                                                                                  |
| ----------------------------------------- | --- | ----------------------------------------------------------------------------------------- |
| Indipendente                              | Il garage si trova in un fabbricato indipendente. | Garage indipendente in McGregor, Minnesota                                                |
| Annesso all'abitazione                    | Il garage si trova in un fabbricato annesso alla propria abitazione.                                                                                    | Casa con garage annesso sulla sinistra                                                    |
| Collegato attraverso un portico           | Il garage si trova in un fabbricato collegato ad un altro locale tramite un portico.                                                                    | Garage connesso ad altri fabbricati con un portico, Francoforte                           |
| Con annessa abitazione al piano superiore | Il garage si trova a piano terra mentre al piano superiore si trova una o più abitazioni.                                                               | 1926 - Central Motoramp Garage - Allentown                                                |
| Portatile                                 | Sono realizzati per resistere a forti venti e nevicate e sorretti grazie a staffe imbullonate e a coperture in tessuto intrecciato a triplo strato.     | Garage portatile. In alto vuoto, in basso contenente un'auto                              |
| Fienile                                   | Il garage è indipendente, collegato o annesso ad altri fabbricati e dispone di uno spazio soppalcato per ulteriore stoccaggio di materiale vario.       | Abitazione con fienile e garage sul lato                                                  |
| Dimensioni                                | |                                                                                           |
| Baia singola                              | Hanno spazio sufficiente solamente per un'automobile, troppo piccoli per installare ad esempio uno spazio officina.                                     | Garage nel 1909-1911                                                                      |
| Doppia larghezza                          | Solitamente adatto per auto medio-piccole. | Garage a doppia larghezza                                                                 |
| Box auto ad una porta                     | Solitamente adatto per auto grandi e furgoni. | Garage a doppia larghezza a una porta dipinto                                             |
| Box auto multi-garage                     | Prefabbricati che contengono più garage, solitamente di dimensioni identiche.                                                                           | Box auto in Portogallo                                                                    |
| Autorimessa con tre o più porte           | | Garage in legno di una residenza a Hancock Park, Los Angeles.                             |
| Tipi di porte                             | |                                                                                           |
| Avvolgibile                               | Può essere controllata a distanza con un telecomando e ha una controparte manuale.                                                                      | Porta di garage a serranda avvolgibile                                                    |
| Scorrevole di lato                        | Scorre lateralmente parallela al muro o internamente ad esso.                                                                                           | Porta scorrevole di lato in Francia                                                       |
| A battente                                | Simile alle porte delle stalle, si aprono dall'interno verso l'esterno e sono divise in due sezioni, una che si apre verso destra e una verso sinistra. | Garage presso la Dr. George R. Christie House, 15 -1st Street S., Long Prairie, Minnesota |
| Basculante                                | Fornita di un sistema a leva che consente l'apertura dal basso verso l'alto e la chiusura con movimento inverso.                                        | Basculante nel Regno Unito                                                                |
| Settoriale o sezionale                    | I pannelli di questa porta sono divisi in sezioni tenute insieme da cardini.                                                                            | Portone sezionale da garage in rovere con apertura con telecomando wireless               |